# Pierre-Henri Deleau
Pierre-Henri Deleau (nascut el 1942) és un actor i productor de cinema francès. És fundador i director de festivals. Va ser l'encarregat de la selecció de la Quinzena dels Realitzadors del Festival Internacional de Cinema de Canes del 1969 al 1998.
Va dirigir el FIPA des de la seva creació el 1987 per Michel Mitrani fins al gener de 2009. És el delegat general del Festival international du film d'histoire de Pessac. Va ser membre del jurat de la 50a Mostra Internacional de Cinema de Venècia (1993) i de la 60a Mostra Internacional de Cinema de Venècia de 2003.

## Filmografia

### Productor
- 1986 : Les Trottoirs de Saturne d'Hugo Santiago

### Actor
- 1968 : L'Été de Marcel Hanoun
- 1971: Un parti de Noël Simsolo
- 1973 : Le Journal d'un suicidé de Stanislav Stanojevic
- 1973 : Bel ordure de Jean Marbœuf
- 1978 : Location de Noël Simsolo
- 1980: Cauchemar de Noël Simsolo
- 1980 : Très insuffisant de Hervé Bérard
- 1980 : Cinématon #98 de Gérard Courant
- 1984 : Le Scénario défendu de Michel Mitrani
- 2001 : Proprietarii de stele de Savel Stiopul.[2]

### Ajudant de direcció
- 1970 : La Maison des bories de Jacques Doniol-Valcroze
- 1972 : Les Soleils de l'île de Pâques de Pierre Kast
- 1973 : Le Journal d'un suicidé de Stanislav Stanojevic